# اکاراواتا
اکاراواتا (به لاتین: Akkarawatta) یک منطقهٔ مسکونی در سری‌لانکا است که در استان مرکزی (سری‌لانکا) واقع شده‌است.